# Partit per les Antilles Reestructurades
El Partit per les Antilles Reestructurades (en papiament: (Partido Antiá Restrukturá, PAR) és un partit polític de Curaçao d'ideologia liberal. Des de 2016 participa en les eleccions sota el nom de Partit Alternativa Real (en papiament: Partido Alternativa Real). Amb 6 diputats és el partit més gran al Parlament de Curaçao, després de les eleccions general de 2017. Amb 8 diputats, fou el partit més gran al primer Parlament de Curaçao, establert l'any 2010 després de la dissolució de les Antilles Neerlandeses.

## Antilles Neerlandeses
El partit fou format en resposta als referèndums constitucionals portats a terme l'any 1993 a les diferents illes de les Antilles Neerlandeses, quan una majoria votà en contra de la seva dissolució. A les eleccions legislatives de les Antilles Neerlandeses del 18 de gener de 2002, aconseguí el 20,6% dels sufragis, obtenint 4 dels 22 escons, i el seu líder Etienne Ys es convertí en Primer Ministre. Emily de Jongh-Elhage substituí el seu company de partit com a cap de govern, guanyant un escó més a les eleccions legislatives de 2006 i 2010, obtenint 5 i 6 representants.

## Resultats electorals
| Any  | Vots        | %     | Escons | Posició            |
| ---- | ----------- | ----- | ------ | ------------------ |
| 1995 | 24,055 (1r) | 34.18 | 8      | Coalició de govern |
| 1999 | 15,948 (1r) | 22.60 | 5      | Coalició de govern |
| 2003 | 13,710 (2n) | 20.41 | 5      | Oposició           |
| 2007 | 20,862 (1r) | 28,02 | 7      | Coalició de govern |
| 2010 | 22,474 (1r) | 30.00 | 8      | Oposició           |
| 2012 | 17,179 (3r) | 19.7  | 4      | Oposició           |
| 2016 | 11,949 (3r) | 15.10 | 4      | Coalició de govern |
| 2017 | 18,362 (1r) | 23.2  | 6      | Coalició de govern |